# Victor Florescu
Victor Florescu (ur. 5 października 1973) – mołdawski judoka i sambista. Olimpijczyk z Sydney 2000, gdzie odpadł w eliminacjach w wadze średniej
Wicemistrz świata w 1999. Startował w Pucharze Świata w 1995, 1996, 1998, 2000, 2002 i 2003. Trzeci na MŚ w sambo w 1994 roku.

## Letnie Igrzyska Olimpijskie 2000
| Konkurencja | Eliminacje                  | Klas. końcowa |
| Konkurencja | Przeciwnik I                | Miejsce       |
| ----------- | --------------------------- | ------------- |
| 90 kg       | Jean-Claude Raphael (MRI) P | 1 runda       |